# 滾動的書
滾動的書（英語：Rolling Books）是香港的一間社会企业，由莊國棟於2018年創立。
該組織以書本為起點，旨在透過舉辦不同的類型的活動，讓社會上的不同人士（如少數族群及草根階層人士）能夠體驗到閱讀的樂趣。

## 歷史

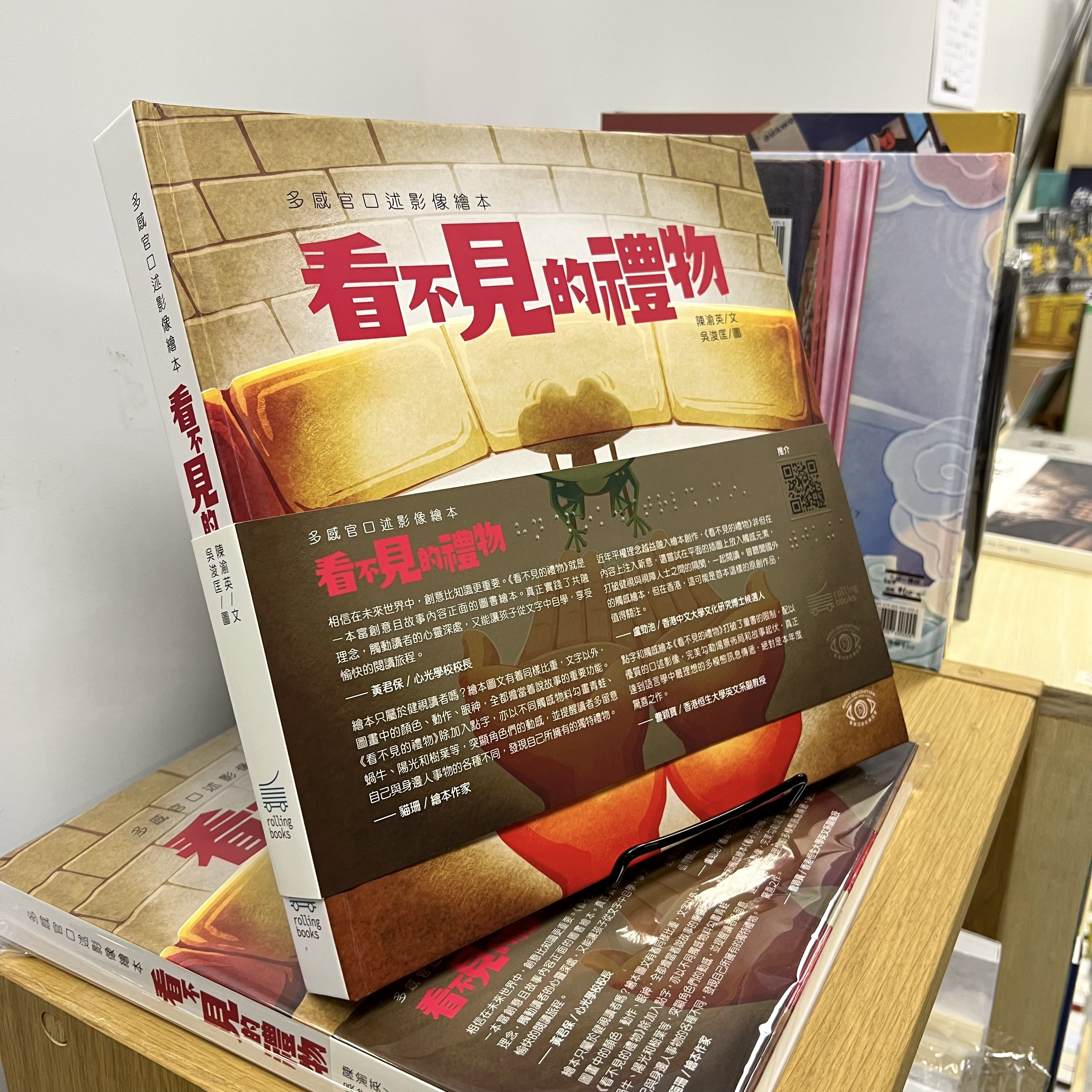
該組織出版的《看不見的禮物》是一本結合口述影像、盲文與觸感元素的繪本

滾動的書創辦人莊國棟於2004年創立名為「阿麥書房」的書店，曾透過於該店內舉辦書展、戲劇表演等不同類型的活動，以書為起點，旨在讓參加者在閱讀之中發掘新興趣。縱然該店曾多次受傳媒訪問，店內舉行的活動亦吸引不少人參與，惟選書於當時的社會而言並不算是受歡迎的類型，以致書籍銷量一般，而使該店於數年後因入不敷支而結業。在書店結業之際，莊氏尚有不少债务有待償還。:142
在上述苦況之下，莊氏在身心靈健康上陷入危機，除了自身體重上升外，亦差點受抑鬱影響，曾一度不敢與外人分享經營書店的經驗，又或遊逛書店。後來，他開始養成跑步的習慣，並在機緣巧合下遇上舊時的書店顧客，而該顧客對閱讀書籍有著深厚興趣。曾參與跑步訓練課程的莊氏，在靈機一觸之下向其提出「跑步讀書會」的想法，並於其後將之化為現實，而參與人數亦有當初的寥寥數位朋友，漸漸變成近年的約二十人。:142-143
然而，該等活動僅屬興趣性質。當時仍於樂施會工作的莊氏，深知社會上對於社會創新的參與程度不低，故參與了一項種子基金計畫。他曾有意以自身經歷出發，打算草擬一項與「書」有關的提議時，曾思考過「開書店」的可能性，惟以往經營阿麥書房的經歷，令其不願再次踏足這個範疇之中。故此，莊氏便參考日本和台灣的經驗，以「書車」的角度出發，透過一輛運載書本的車子，接觸香港社會中，出身自少數族群及草根階層，又或受身心障礙之苦的兒童。:143-144
2018年8月，該組織正式成立，及後以「滾動的書有限公司」之名，註冊成為社會企業。同年12月，該組織參與九龍城書節，於香港兆基創意書院內進行首個活動。:144
2021年，該組織與香港口述影像協會合作，出版名為《看不見的禮物》的繪本。據創作者指出，該繪本於設計上結合口述影像、盲文與觸感元素，亦有與心光學校的師生交流，對書內的觸感元素作研究，讓患有視力受損的儿童也能閱讀繪本。事實上，有關項目早於2019年獲得「OSC/UBS/CUHK NGO Leadership Programme」冠軍。

## 開展項目

### 推廣閱讀活動

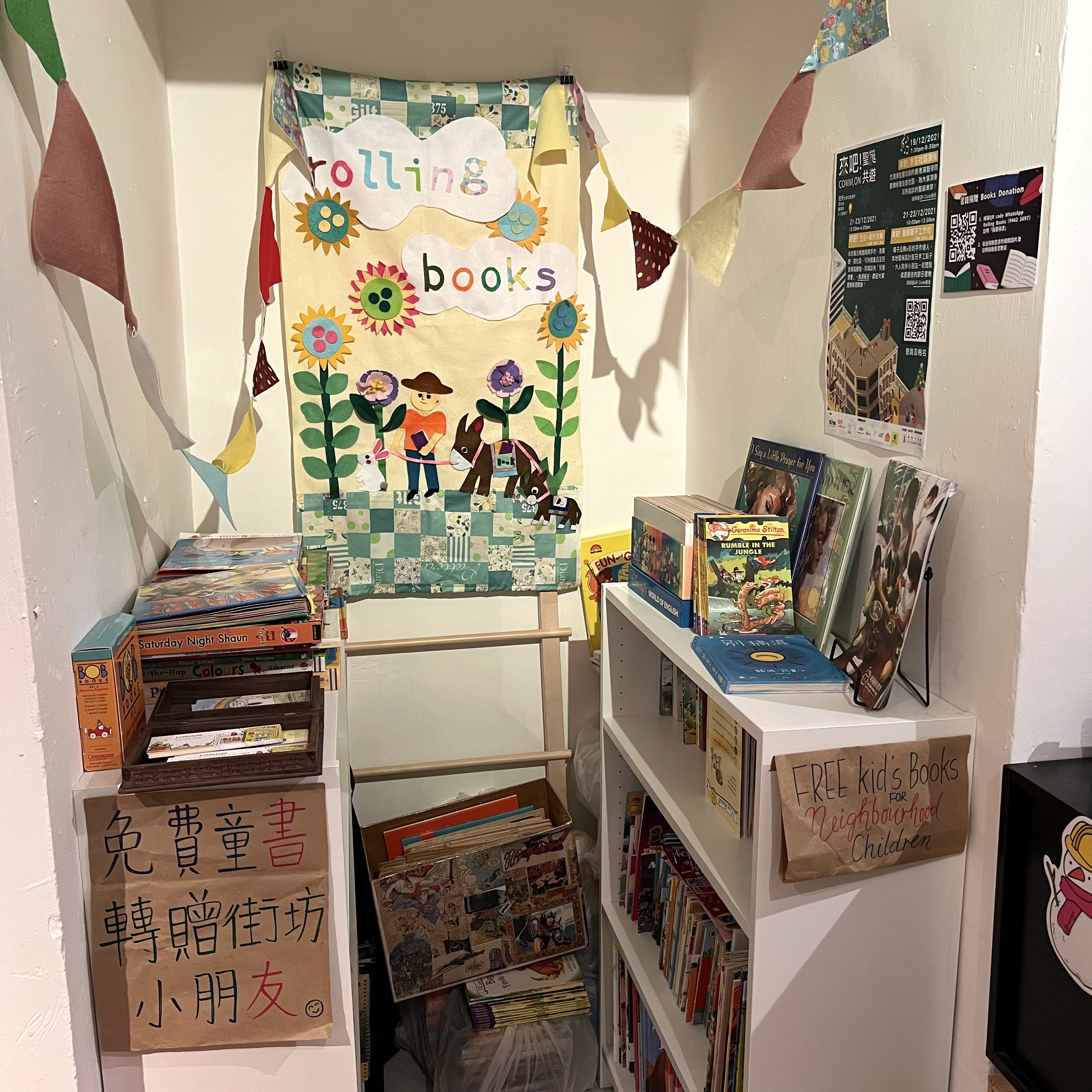
設置於「七份一書店@大南街」的漂書角。放置於該處的圖書會免費轉贈予區內的兒童

現時該組織備有一輛小型廂型車（車輛號牌為「R0LL1NG」），除用作運載書本，亦用以進行如說故事等不同類型的社區活動。據創辦人於一個訪問中指出，該組織亦已購入兩輛已退出載客行列的出租车，並停泊於清山塾內，有意於日後將該等車輛以「實體書車」的方式，駛入原本劃作供美食車停靠的地方。:144, 150
除「流動書車」外，該組織亦獲「鄉郊初創培育計畫」資助，籌辦名為「南涌廚房書房」的體驗活動。該活動透過結合農場導賞、烹飪教學與繪本分享，讓參與者了解當地的自然生態，並從中探索食物與城市居民的關係。:145此外，該組織會從坊間收集兒童圖書，並不時送贈圖書予少數族群兒童；而在2019冠狀病毒病香港疫情下，火炭駿洋邨被用作隔離檢疫設施，他們亦曾於社區派發口罩。為配合不同族群的文化與學習需要，該組織在選書時會留意書本的內容，避免引起受贈者不安；再者，有鑒於香港的中小學均以繁体字作為學習中文的文字系統，加上非華語學童在校園以外接觸中文的機會較少（尤以2019冠状病毒病爆發後，學校改以線上形式授課為甚），故該組織亦有訓練一群志願者，以使他們透過說故事的方式，讓相關學童有更多機會接觸到中文。事實上，該組織亦會將兒童故事改編成舞台劇，並走訪不同學校作演出，讓學生透過看書以外的方式萌生對閱讀的喜好。:149

### 培育書店店長
2021年7月，該組織於社交媒體上宣佈開展名為「七份一書店狂想曲」的計畫，培養有意經營書店的人士。該計畫原擬招募七人共同營運一間書店，後因參與人數眾多，經篩選後改為開設兩間書店，由十多名來自不同行業和背景的人士負責書店的營運工作，並以「輪更制」的形式打理店務。據創辦人指出，在遴選及編配參加者的時候，是以參加者的自身特點和合作能力來釐定，而未曾經營過書店（包括線上書店）的人士則會優先考慮；同時，他亦認為獨立書店的特色應在於店長而非選書，若單純販售新近出版的書籍，會失去營運書店應有的意義。
同年9月，位於油麻地東南樓藝術酒店與大南街的兩間分店先後開始營運。同年11月，該組織獲伍集成文化教育基金會贊助，於灣仔集成中心開設分店，並邀請一拳書館、夕拾×閒社等數間香港獨立書店，共同參與書店的營運工作，為期三個月。

### 坊間合作
2019年，一名女學生於網路平台開設名為「reBooked」的書店，透過販賣外界捐贈之英文圖書，鼓勵兒童閱讀。與此同時，該店亦曾與該組織等數間非牟利組織合作，協助將上述圖書轉贈予少數族群兒童。
2021年3月，該組織獲南豐紗廠邀請，利用上述的「流動書車」在該處進行繪本故事分享；而該組織此前亦曾於九龍城書節等多個場合中採用該等車輛進行說故事活動。:144, 151同年8月，該組織獲香港小童群益會邀請，策畫名為「唔OK？嗯，OK！」的藝術展覽，並於合舍展出。

## 外部連結
- 官方网站
- 滾動的書的Facebook專頁
- 滾動的書的Instagram帳戶